# Secretaría de Hacienda y Crédito Público

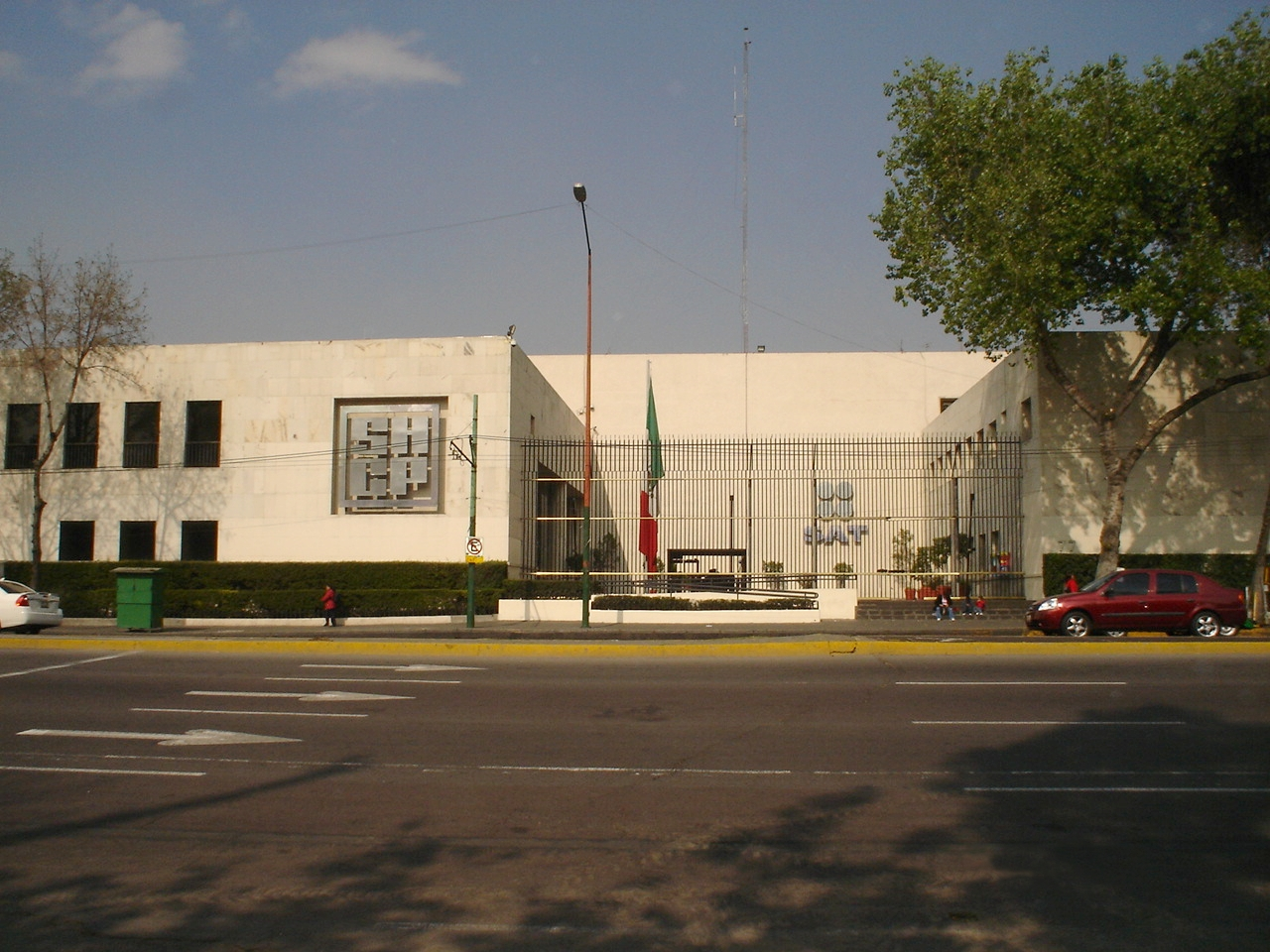
Zentralbüros des
Servicio de Administración Tributaria,
Distrito Federal de México

Das Secretaría de Hacienda y Crédito Público (SHCP) ist das politische „Sekretariat (der Regierung) für Finanz- und öffentliches Kreditwesen“ in Mexiko, vergleichbar mit einem Finanzministerium.
Das SHCP untergliedert sich in die drei Untersekretariate für „Finanz- und öffentliches Kreditwesen“, „Einkommen“ (Ingresos) und „Ausgaben“ (Egresos), die staatliche Steuerverwaltung (Procuraduría Fiscal de la Federación) und die Schatzkammer (Tesorería de la Federación) sowie den Steuerverwaltungsdienst (Servicio de Administración Tributaria – SAT).

## Bisherige Sekretäre
Das Amt eines „Secretario“ / einer „Secretaria“ der Regierung in Mexiko ist vergleichbar mit dem eines Ministers einer Staatsregierung.
| Amtsinhaber                                           | Amtszeit                                              | Präsident                                             | Zeitraum                                              |
| Secretario / Secretaria de Hacienda y Crédito Público | Secretario / Secretaria de Hacienda y Crédito Público | Secretario / Secretaria de Hacienda y Crédito Público | Secretario / Secretaria de Hacienda y Crédito Público |
| ----------------------------------------------------- | ----------------------------------------------------- | ----------------------------------------------------- | ----------------------------------------------------- |
| Francisco Mejia Escalada                              | 1861–1871                                             | Benito Juárez                                         | 1861–1871                                             |
| Rafael Nieto                                          | 1917–1919                                             | Venustiano Carranza                                   | 1917–1920                                             |
| Luis Cabrera Lobato                                   | 1919–1920                                             | Venustiano Carranza                                   | 1917–1920                                             |
| Salvador Alvarado                                     | 1920                                                  | Adolfo de la Huerta                                   | 1920                                                  |
| Adolfo de la Huerta                                   | 1920–1923                                             | Álvaro Obregón                                        | 1920–1924                                             |
| Alberto J. Pani                                       | 1923–1924                                             | Álvaro Obregón                                        | 1920–1924                                             |
| Alberto J. Pani                                       | 1924–1927                                             | Plutarco Elías Calles                                 | 1924–1928                                             |
| Luis Montes de Oca                                    | 1927–1928                                             | Plutarco Elías Calles                                 | 1924–1928                                             |
| Luis Montes de Oca                                    | 1928–1930                                             | Emilio Portes Gil                                     | 1928–1930                                             |
| Luis Montes de Oca                                    | 1930–1932                                             | Pascual Ortiz Rubio                                   | 1930–1932                                             |
| Alberto J. Pani                                       | 1932                                                  | Pascual Ortiz Rubio                                   | 1930–1932                                             |
| Alberto J. Pani                                       | 1932–1933                                             | Abelardo L. Rodríguez                                 | 1932–1934                                             |
| Plutarco Elías Calles                                 | 1933–1934                                             | Abelardo L. Rodríguez                                 | 1932–1934                                             |
| Marte R. Gómez                                        | 1934                                                  | Abelardo L. Rodríguez                                 | 1932–1934                                             |
| Narciso Bassols                                       | 1934–1935                                             | Lázaro Cárdenas del Río                               | 1934–1940                                             |
| Eduardo Suárez                                        | 1935–1940                                             | Lázaro Cárdenas del Río                               | 1934–1940                                             |
| Eduardo Suárez                                        | 1940–1946                                             | Manuel Ávila Camacho                                  | 1940–1946                                             |
| Ramón Beteta                                          | 1946–1952                                             | Miguel Alemán Valdés                                  | 1946–1952                                             |
| Antonio Carrillo Flores                               | 1952–1958                                             | Adolfo Ruiz Cortines                                  | 1952–1958                                             |
| Antonio Ortíz Mena                                    | 1958–1964                                             | Adolfo López Mateos                                   | 1958–1964                                             |
| Antonio Ortíz Mena                                    | 1964–1970                                             | Gustavo Díaz Ordaz                                    | 1964–1970                                             |
| Hugo B. Margáin                                       | 1970                                                  | Gustavo Díaz Ordaz                                    | 1964–1970                                             |
| Hugo B. Margáin                                       | 1970–1973                                             | Luis Echeverría                                       | 1970–1976                                             |
| José López Portillo                                   | 1973–1975                                             | Luis Echeverría                                       | 1970–1976                                             |
| Mario Ramón Beteta                                    | 1975–1976                                             | Luis Echeverría                                       | 1970–1976                                             |
| Julio Rodolfo Moctezuma                               | 1976–1977                                             | José López Portillo                                   | 1976–1982                                             |
| David Ibarra                                          | 1977–1982                                             | José López Portillo                                   | 1976–1982                                             |
| Jesús Silva Herzog                                    | 1982                                                  | José López Portillo                                   | 1976–1982                                             |
| Jesús Silva Herzog                                    | 1982–1986                                             | Miguel de la Madrid                                   | 1982–1988                                             |
| Gustavo Petriccioli                                   | 1986–1988                                             | Miguel de la Madrid                                   | 1982–1988                                             |
| Pedro Aspe Armella                                    | 1988–1994                                             | Carlos Salinas de Gortari                             | 1988–1994                                             |
| Jaime Serra Puche                                     | 1994                                                  | Ernesto Zedillo                                       | 1994–2000                                             |
| Guillermo Ortiz Martínez                              | 1994–1998                                             | Ernesto Zedillo                                       | 1994–2000                                             |
| José Ángel Gurría                                     | 1998–2000                                             | Ernesto Zedillo                                       | 1994–2000                                             |
| Francisco Gil Díaz                                    | 2000–2006                                             | Vicente Fox                                           | 2000–2006                                             |
| Agustín Carstens                                      | 2006–2009                                             | Felipe Calderón Hinojosa                              | 2006–2012                                             |
| Ernesto J. Cordero                                    | 2009–2011                                             | Felipe Calderón Hinojosa                              | 2006–2012                                             |
| José Antonio Meade Kuribreña                          | 2011–2012                                             | Felipe Calderón Hinojosa                              | 2006–2012                                             |
| Luis Videgaray Caso                                   | 2012–2016                                             | Enrique Peña Nieto                                    | seit 2012                                             |
| José Antonio Meade Kuribreña                          | 2016–2017                                             | Enrique Peña Nieto                                    | seit 2012                                             |
| José Antonio González Anaya                           | 2017–2018                                             | Enrique Peña Nieto                                    | seit 2012                                             |
| Carlos Manuel Urzúa Macías                            | 2018–2019                                             | Andrés Manuel López Obrador                           | seit 2018                                             |
| Arturo Herrera Gutiérrez                              | seit 2019                                             | Andrés Manuel López Obrador                           | seit 2018                                             |